# Apulanta
Apulanta is een Finse punkrockband, opgericht in 1991. Apulanta maakt voornamelijk Finstalige muziek maar heeft ook twee albums in het Engels opgenomen, Apulanta (2002) en Viper Spank (2003). 

## Geschiedenis
In 1991 richtte Toni Wirtanen de band Apulanta met Sipe Santapukki en Antti Lautala op. Van 1992 tot 1993 was Mandy Gaynor de bassiste, maar later werd zij door Tuukka Temonen vervangen, die bleef tot zijn vertrek in 2004. In 1994 verliet Lautala de band. In het begin was Apulanta een punkband. Daarna gingen die liedjes meer de kant van de rock op, maar nu is het meer een mix van punk en rock. Sinds 2014 is Ville Mäkinen de bassist.
Toni Wirtanen is sinds 2018 te zien als coach bij The Voice of Finland. Sinds 2020 vormt hij een 'coachduo' met Sipe Santapukki, dezelfde rol als die van Nick & Simon bij The voice of Holland.

## Discografie

### Studioalbums
- Attack of the A.L. people (1995)
- Ehjä (1996)
- Kolme (1997)
- Aivan kuin kaikki muutkin (1998)
- Plastik (2000)
- Apulanta (2002)
- Hiekka (2003)
- Viper Spank (2003)
- Heinola 10 (2001)
- Kiila (2005)
- Eikä vielä ole edes ilta (2007)
- Kuutio (2008)
- Kaikki kolmesta pahasta (2012)
- Revenge of the A.L. people (2014)
- Kunnes siitä tuli totta (2015)
- Sielun kaltainen tuote (2022)